# Punta Lara
Punta Lara är en udde i Argentina.   Den ligger i provinsen Buenos Aires, i den östra delen av landet, 40 km sydost om huvudstaden Buenos Aires.
Terrängen inåt land är mycket platt. Havet är nära Punta Lara åt nordost. Runt Punta Lara är det tätbefolkat, med 530 invånare per kvadratkilometer.. Närmaste större samhälle är La Plata, 14,9 km söder om Punta Lara.
Trakten runt Punta Lara består till största delen av jordbruksmark.